# فرودگاه نیروی هوایی سلطنتی کاتسمور
فرودگاه نیروی هوایی سلطنتی کاتسمور (به انگلیسی: RAF Cottesmore) یک فرودگاه نظامی است که یک باند فرود آسفالت دارد و طول باند آن ۲۷۴۴ متر است. این فرودگاه در کشور انگلستان قرار دارد و در ارتفاع ۱۴۱ متری از سطح دریا واقع شده است.